# Francesco Perfetti
Francesco Perfetti (Roma, 14 agosto 1943) è uno storico italiano.

## Carriera
Perfetti è stato professore ordinario di Storia contemporanea presso la Facoltà di Scienze politiche della LUISS Guido Carli di Roma, dove ha insegnato altresì Storia moderna. Ha tenuto corsi sempre di Storia contemporanea presso la Facoltà di Magistero dell'Università di Genova dal 1983 al 1993, di cui è stato anche preside dal 1991 al 1993. Contemporaneamente, sempre nello stesso ateneo, ha insegnato Storia moderna dal 1984 al 1992 e Storia economica e sociale dell'età contemporanea dal 1992 al 1993.
Tra i suoi incarichi si annoverano quello di capo del Servizio storico, archivi e documentazione del Ministero degli Affari Esteri, la direzione dell'Istituto Storico Italiano per l'Età Moderna e Contemporanea, la presidenza della Fondazione "Il Vittoriale degli Italiani" e della Fondazione Ugo Spirito. È inoltre direttore della rivista Nuova Storia Contemporanea, e partecipa come pubblicista a Il Tempo e Il Giornale.
Allievo di Renzo De Felice, ha dedicato le sue ricerche prevalentemente al fascismo e alla storia di fenomeni politici ad esso contigui, come il movimento nazionalista e il fiumanesimo. I suoi studi si sono concentrati anche sul sindacalismo fascista, a cui ha dedicato una monografia insieme a Giuseppe Parlato, della quale ha curato il primo volume. Sempre in tale ambito, si è soffermato su esponenti cruciali del movimento sindacale e corporativo fascista come Sergio Panunzio e Angelo Oliviero Olivetti. Di questi ha curato l'edizione di due antologie: per il primo Il fondamento giuridico del fascismo, per il secondo Dal sindacalismo rivoluzionario al corporativismo.
È stato membro del comitato scientifico del programma televisivo Rai 3 Il tempo e la storia dal 2013 al 2017 e in seguito in quello di Passato e presente, programma della stessa rete con replica su Rai Storia.

## Opere
- Hilaire Belloc, Roma, Volpe, 1968.
- Il nazionalismo italiano, a cura di, Milano, del Borghese, 1969.
- Il nazionalismo italiano dalle origini alla fusione col fascismo, Bologna, Cappelli, 1977.
- La dottrina politica del nazionalismo italiano: origini e sviluppo fino al primo conflitto mondiale, in Il nazionalismo in Italia e in Germania fino alla Prima guerra mondiale, Bologna, il Mulino, 1983.
- Il movimento nazionalista in Italia (1903-1914), Roma, Bonacci, 1984. ISBN 88-7573-100-4.
- Il dibattito sul fascismo, Roma, Bonacci, 1984. ISBN 88-7573-179-9.
- Nazionalismo integrale, Genova, ECIG, 1984. ISBN 88-7545-020-X.
- Studi sul nazionalismo italiano, Genova, ECIG, 1984. ISBN 88-7545-021-8.
- Introduzione a Angelo Oliviero Olivetti, Dal sindacalismo rivoluzionario al corporativismo, Roma, Bonacci, 1984.
- Introduzione a Sergio Panunzio, Il fondamento giuridico del fascismo, Roma, Bonacci, 1987. ISBN 88-7573-082-2.
- Fiumanesimo, sindacalismo e fascismo, Roma, Bonacci, 1988. ISBN 88-7573-194-2.
- Fascismo monarchico. I paladini della monarchia assoluta fra integralismo e dissidenza, Roma, Bonacci, 1988. ISBN 88-7573-195-0.
- Il sindacalismo fascista, I, Dalle origini alla vigilia dello Stato corporativo (1919-1930), Roma, Bonacci, 1988. ISBN 88-7573-202-7.
- Il giacobinismo italiano nella storiografia, in Renzo De Felice, Il triennio giacobino in Italia (1796-1799). Note e ricerche, Roma, Bonacci, 1990. ISBN 88-7573-212-4.
- Introduzione a Yvon De Begnac, Taccuini mussoliniani, Bologna, il Mulino, 1990, pp. XIX-LXVIII. ISBN 88-15-02399-2.
- La Camera dei fasci e delle corporazioni, Roma, Bonacci, 1991. ISBN 88-7573-238-8.
- D'Annunzio e il suo tempo. Un bilancio critico. Atti del Convegno di Studi, Genova, 19-20-22-23 settembre 1989, Rapallo, 21 settembre 1989, 2 voll., Genova, Sagep, 1992-1993.
- La pubblicistica politica, sociale e culturale, Roma, Istituto della Enciclopedia italiana, 1993.
- Assassinio di un filosofo. Anatomia di un omicidio politico, Firenze, Le Lettere, 2004. ISBN 88-7166-859-6.
- La biblioteca di uno storico. Il Fondo De Felice della Cassa di risparmio di Firenze, a cura di, Firenze, Polistampa, 2004.
- L'Unione europea tra processo di integrazione e di allargamento, a cura di e con Giorgio Bosco e Guido Ravasi, Milano, Nagard, 2004. ISBN 88-85010-79-2.
- Parola di re. Il diario segreto di Vittorio Emanuele, Firenze, Le Lettere, 2006. ISBN 88-7166-965-7.
- Delio Cantimori e la cultura politica del Novecento, a cura di e con Eugenio Di Rienzo, Firenze, Le Lettere, 2009. ISBN 88-6087-098-4.
- La repubblica (anti)fascista. Falsi miti, mostri sacri, cattivi maestri, Firenze, Le Lettere, 2009. ISBN 88-6087-248-0.
- Futurismo e politica, Firenze, Le Lettere, 2009. ISBN 88-6087-274-X.
- Lo Stato fascista. Le basi sindacali e corporative, Firenze, Le Lettere, 2010. ISBN 978-88-6087-384-2.
- Feluche d'Italia. Diplomazia e identità nazionale, Firenze, Le Lettere, 2012. ISBN 978-88-6087-613-3.
- Fascismo e riforme istituzionali, Firenze, Le Lettere, 2013. ISBN 978-88-6087-592-1.
- Note e commenti ad Adolf Hitler, Mein Kampf. Edizione critica, Biblioteca storica - Documenti, 2016, pubblicato in allegato nella collana Hitler e il Terzo Reich, a cura di William Shirer, editore Il Giornale.